# Rudolf Ciszka
Rudolf Ciszka (ur. ok. 1831, zm. w styczniu 1904 w Sadagórze) – c.k. urzędnik, starosta.

## Życiorys
W okresie zaboru austriackiego w ramach autonomii galicyjskiej wstąpił do c. k. służby państwowej. Sprawował stanowiska starosty c. k. powiatu rudeckiego (1871), c. k. powiatu pilzneńskiego (1879-1881), c. k. powiatu cieszanowskiego (1882), c. k. powiatu dolińskiego (1890).
Otrzymał tytuły honorowego obywatelstwa miast Brzesko, Pilzno.
Zmarł w styczniu 1904 w Sadagórze w wieku 73 lat.